# Lannédern
Lannédern (tiếng Breton: Lannedern) là một xã của tỉnh Finistère, thuộc vùng Bretagne, miền tây bắc Pháp.